# Ken Robinson (Autor)

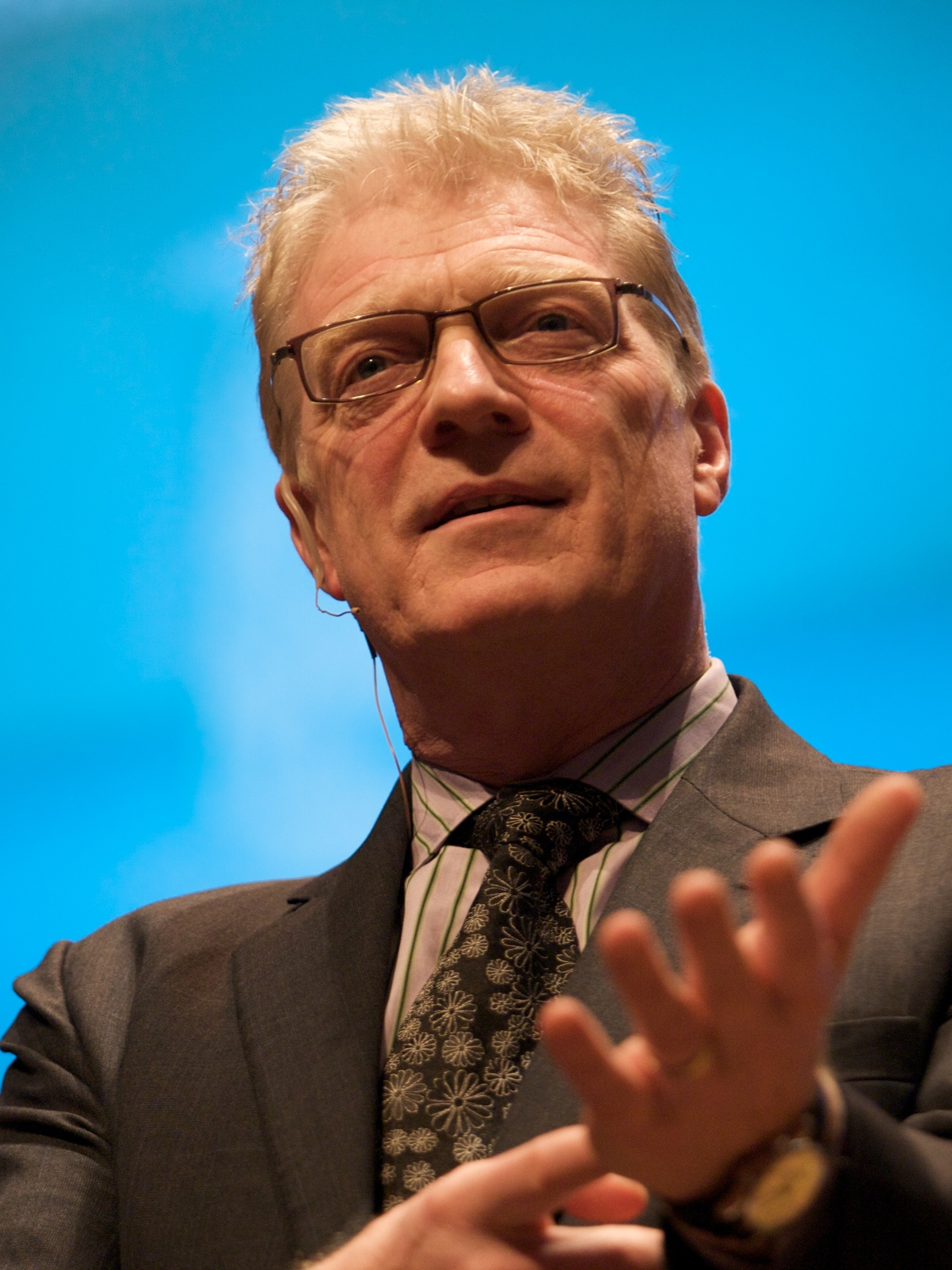
Sir Ken Robinson bei der Creative Company Conference vom 26. Mai 2009 in Amsterdam

Sir Ken Robinson (* 4. März 1950 in Liverpool; † 21. August 2020 in London) war ein britischer Autor, Redner und internationaler Berater zur Kulturellen Bildung (englisch Arts Education) für Regierungen, gemeinnützige Organisationen, Bildungs- und Kunsteinrichtungen. Er war Direktor des 'Arts in Schools' Project (1985–1989), Professor für Kulturelle Bildung an der University of Warwick (1989–2001) und Professor Emeritus, nachdem er im September 2001 mit seiner Frau und seinen Kindern nach Los Angeles zog, um dort als Senior Advisor des Präsidenten des J. Paul Getty Trust zu fungieren.
Am 14. Juni 2003 wurde er von Königin Elisabeth II. für seine Verdienste um die Kunst zum Knight Bachelor („Sir“) geschlagen.

## Leben

### Kindheit, Jugend und Adoleszenz
Ken Robinson wurde in Liverpool als Sohn von James und Ethel Robinson geboren und war eines von sieben Kindern aus der Arbeiterklasse. Einer seiner Brüder, Neil, wurde Profifußballer für Everton, Swansea City und Grimsby Town. Nach einem Arbeitsunfall wurde sein Vater querschnittsgelähmt. Robinson erkrankte im Alter von vier Jahren an Polio und verbrachte 8 Monate im Krankenhaus. Aufgrund der körperlichen Auswirkungen von Polio besuchte er die Margaret Beavan Special School, dann die Liverpool Collegiate School (1961–1963) und die Wade Deacon Grammar School, Cheshire (1963–1968). Anschließend studierte er Anglistik und Schauspiel (Bachelor of Education – BEd) am Bretton Hall College of Education (1968–1972) und promovierte 1981 an der University of London über Drama und Theater in der Pädagogik. 1977 hatte Robinson Marie-Therese „Terry“ Watts kennen gelernt, als er einen Kurs in Liverpool hielt. Sie heirateten 1982 und bekamen zwei Kinder, James und Kate.

### Karriere und Forschung
Von 1985 bis 1988 war Robinson Direktor des 'Arts in Schools' Project, einer Initiative zur Entwicklung der kulturellen Bildung in ganz England und Wales. Das Projekt arbeitete mit über 2.000 Lehrern, Künstlern und Verwaltungsbeamten in einem Netzwerk von über 300 Initiativen zusammen und beeinflusste die Formulierung des National Curriculum for England. Während dieser Zeit war Robinson Vorsitzender von Artswork, der nationalen Agentur für Jugendkunst in Großbritannien, und arbeitete als Berater der Hong Kong Academy for Performing Arts.
Von 1989 bis 2001 war er Professor für Kulturelle Bildung an der University of Warwick, bevor er emeritierter Professor wurde. 1999 leitete er für die britische Regierung eine nationale Kommission für Kreativität, Bildung und Wirtschaft. Sein Bericht All Our Futures: Creativity, Culture and Education (The Robinson Report) wurde mit großem Beifall veröffentlicht. Er war die zentrale Figur bei der Entwicklung einer Strategie für kreative und wirtschaftliche Entwicklung im Rahmen des Friedensprozesses in Nordirland in Zusammenarbeit mit den Ministern für Ausbildung, Bildung, Unternehmen und Kultur. Die daraus resultierende Blaupause für den Wandel Unlocking Creativity wurde von Politikern aller Parteien und von Geschäfts-, Bildungs- und Kulturführern in der gesamten Provinz angenommen. Er war einer von vier internationalen Beratern der Regierung von Singapur für ihre Strategie, das kreative Zentrum Südostasiens zu werden, und die führende Kraft in Oklahomas landesweiter Strategie zur Förderung von Kreativität und Innovation in Kultur, Handel und Bildung. 2001 bis 2005 war Robinson auch leitender Berater für Bildung und Kreativität am Getty Museum in Los Angeles.
2003 wurde er von Königin Elizabeth II. für seine Verdienste um die Kunst zum Knight Bachelor („Sir“) geschlagen und zwei Jahre später als eine der „Principal Voices“ von Time/Fortune / CNN genannt. Im Fast Company wurde er als einer der „Weltelite-Denker für Kreativität und Innovation“ gefeiert und in die Thinkers50-Liste der weltbesten Geschäftsdenker aufgenommen. Sir Ken beteiligte sich auch an vielen Organisationen und Wohltätigkeitsorganisationen und war Schirmherr der Lynne and Land Foundation, The Place, Think Equal, Earlyarts, The Institute of Imagination, DaDaFest, Everton Free School und Sixth Form College, Darcey Bussells DDMix und das Polka Theatre. Er war Vorstandsmitglied von MindUp und Eden Project Ambassador.
Robinsons TED-Vortrag Do Schools Kill Creativity? vom Februar 2006 wurde mit 66,3 Millionen Aufrufen auf dem TED-Kanal und Millionen mehr auf YouTube zum Zeitpunkt seines Todes der meistgesehene TED-Talk aller Zeiten und in 62 Sprachen übersetzt. Sein Buch The Element: How Finding Your Passion Changes Everything (Penguin/Viking, 2009) ist ein New York Times-Bestseller. Es wurde in 23 Sprachen übersetzt und weltweit über eine Million Mal verkauft. Bei seinem zweiten, ergreifenden, aber auch humorvollen TED-Vortrag Bring on the learning revolution! vom Februar 2010 plädierte Sir Ken Robinson für einen radikalen Wechsel von standardisierten Schulen zu personalisiertem Lernen und dafür, Bedingungen zu schaffen, unter denen die natürlichen Talente von Kindern gedeihen können. Im Jahr 2010 animierte die Royal Society of Arts auch eine von Robinsons Reden über den Wandel von Bildungsparadigmen. Das Video wurde in der ersten Woche auf YouTube fast eine halbe Million Mal angesehen. Eine Ausgabe zum 10-jährigen Jubiläum seines klassischen Werks über Kreativität und Innovation Out of Our Minds: Learning to be Creative wurde 2011 veröffentlicht. Im April 2013 hielt er einen dritten und letzten TED-Vortrag How to escape education’s death valley, in dem er drei Prinzipien umreißt, die für das Gedeihen des menschlichen Geistes entscheidend sind, und aufzeigt, wie die gegenwärtige amerikanische Bildungskultur ihnen entgegenwirkt. Finding Your Element: How to Discover Your Talents and Passions and Transform Your Life (Viking, 2013), auch ein New York Times-Bestseller, bietet den Lesern einen praktischen Leitfaden, um ihre eigenen Talente und Berufungen zu finden und zu entwickeln. Sein Buch Creative Schools: The Grassroots Revolution That’s Transforming Education (Viking, 2015) befasst sich mit der kritischen Frage, wie die angeschlagenen Bildungssysteme der Welt transformiert werden können, und ist jetzt in 15 Sprachen erhältlich. Sir Kens Buch You, Your Child, and School: Navigating Your Way to the Best Education (Viking, 2018) wird als unverzichtbare Lektüre für alle Eltern empfohlen, um ihren Kindern die Bildung zu vermitteln, die sie wirklich für ein glückliches und produktives Leben benötigen. In den Jahren vor seinem Tod hatte Sir Ken an einem Manifest Imagine if… Creating A Future For Us All gearbeitet – einem kurzen Buch, das alle seine Hauptargumente zusammenfassen und als Aufruf zum Handeln für die Bildungsrevolution dienen sollte, für die er sein Leben lang eingetreten war. Es erschien posthum Anfang März 2022 bei Penguin.

## Werk / Wirken
Robinson wies darauf hin, dass unser Bildungssystem sich an drei Fronten entwickeln müsse, um erfolgreich sein zu können. Erstens sollte es eine Vielfalt fördern, indem es einen breiten Lehrplan anbietet und die Individualisierung der Lernprozesse fördert. Zweitens soll es die Neugier durch kreativen Unterricht fördern, der auf eine qualitativ hochwertige Lehrerausbildung und -entwicklung angewiesen ist. Schließlich sollte es sich darauf konzentrieren, Kreativität durch humanistisch-holistisch ausgerichtete, alternative Methoden der Didaktik zu wecken, die weniger Wert auf standardisierte Tests, Klassenarbeiten und Klausuren legen, sondern den Lerner in den Mittelpunkt des Unterrichts stellen (Schülerzentrierter Unterricht) und damit die Verantwortung für die Festlegung des Bildungsverlaufs den einzelnen Lehrkräften und Schulen übertragen. Er glaubte, dass ein Großteil des gegenwärtigen, traditionellen und kollektiv-sozial ausgerichteten Bildungssystems eher Konformität, Einhaltung und Standardisierung als kreative Lernansätze fördert (Lehrerzentrierter Unterricht). Robinson betonte, dass wir nur erfolgreich sein können, wenn wir erkennen, dass Bildung ein organisches System ist, kein mechanisches: Erfolgreiche Schulverwaltung sei eher eine Frage der Schaffung einer harmonischen und stabilen Lernatmosphäre als von „Anweisung und Kontrolle“.

## Schriften (Auswahl)
- Learning Through Drama: Report of The Schools Council Drama Teaching. ISBN 0-435-18565-9 (englisch,  [1977]).
- The Arts and Higher Education. ISBN 0-900868-89-9 (englisch,  [1984]).
- The Element. How Finding Your Passion Changes Everything. Penguin, ISBN 978-0-670-02047-8 (englisch,  [2009]).
- Finding Your Element. How to Discover Your Talents and Passions and Transform Your Life. Penguin, ISBN 978-0-670-02238-0 (englisch,  [2013]).
- Creative Schools: The Grassroots Revolution That's Transforming Education. ISBN 978-0-14-310806-1 (englisch,  [2015]).
- Imagine if… Creating A Future For Us All. Penguin, ISBN 978-0-14-199097-2 (englisch,  [2022]).

## Auszeichnungen und Ehrungen
- 2003: Ernennung zum Knight Bachelor („Sir“) von Königin Elizabeth II. für Verdienste um die Künste
- 2004: Rhode Island School of Design, Athena Award für Verdienste um die Künste und Bildung
- 2006: Open University and Central School of Speech and Drama, Doktor der Universität
- 2006: Liverpool Institute for Performing Arts, Companionship
- 2008: Birmingham City University, Doktor der Universität
- 2008: Johns Hopkins University, George-Peabody-Medaille für herausragende Beiträge zur Musik in Amerika
- 2009: Rhode Island School of Design, Doktor der Schönen Künste
- 2009: Ringling College of Art and Design, Doktor der Künste
- 2009: Aston University Birmingham, Doktor der Wissenschaft
- 2010: Benjamin Franklin Medal der Royal Society of Arts für herausragende Beiträge zu den kulturellen Beziehungen zwischen dem Vereinigten Königreich und den Vereinigten Staaten
- 2011: Gordon Parks Award für herausragende Beiträge zu Kreativität und Bildung
- 2011: City of New York YMCA, Arts and Letters Award für herausragende Führung
- 2011: Lego-Preis für außergewöhnliche Verdienste um Kinder und Jugendliche
- 2012: Oklahoma State University, Doktor der Philosophie
- 2012: Sir Arthur C. Clarke Foundation, Imagination Award
- 2012: County of Los Angeles und das HeArt Project, Belobigung für engagierten Dienst an der Gemeinschaft
- 2012: Oklahoma State University, Doktor der Philosophie
- 2013: Queens University Belfast, Doktor der Sozialwissenschaften
- 2014: Liverpool John Moore’s University, Stipendium
- 2014: American Academy of Education Arts and Sciences, Bammy Award für besondere Leistungen in der Bildung
- 2016: Miami State University, Doktor der Philosophie
- 2019: Nelson Mandela Changemaker Award für globale Wirkung